# Сражение при Арвдеридде
Сражение при Арвдеридде (сражение при Артурете; англ. battle of Arfderydd или battle of Arthuret) — состоявшееся в 573 году в местности Арвдеридд сражение между войсками Гвенддолеу ап Кейдио с одной стороны и войском сыновей Элифера ап Эйниона и их союзников с другой; одно из «самых знаменитых» сражений бриттов Древнего Севера.

## Средневековые источники
Сражение при Арвдеридде известно из целого ряда средневековых источников. Основные из них — «Анналы Камбрии» и «Триады острова Британия». Также сражение упоминается в других валлийских литературных сочинениях.
Наиболее раннее письменное свидетельство о сражении при Арвдеридде содержится в «Анналах Камбрии». В записанной в IX веке первой редакции этого источника о сражении только кратко упоминается: «битва при Арвдеридде». Однако в более поздних вариантах анналов к этому свидетельству была добавлена запись о том, что сражение велось «между сыновьями Элиффера и Гвенддолеу, сыном Кейдио», в ней «Гвенддолеу пал», а «Мерлин сошёл с ума». Вероятно, основой для этого дополнения стали какие-то валлийские предания, о существовании которых известно из «Триад острова Британия». «Анналы Камбрии» — единственный раннесредневековый источник, в котором сообщается дата сражения при Арвдеридде — 573 год (в оригинале — «129 год» с начала ведения анналов).
В «Триадах острова Британия» сражение при Арвдеридде упоминается четыре раза. Предполагается, что в раннее средневековье каждому из описанных здесь фактов была посвящена особая поэма, но ни одна из них до нашего времени не сохранилась. В этом источнике причиной битвы назван спор за «Крепость жаворонка». Свита Дреона Храброго «на равнине Арвдеридд» названа одной и трёх «благородных свит» Британии. Среди трёх лошадей, «вёзших самый тяжёлый груз», указан конь по кличке Корван, который нёс на себе сразу четырёх всадников: Гурги, Передура, Динода Толстого и Кинвелина Прокажённого, желавших посмотреть на поднятое войском Гвенддолеу облако пыли (буквально — «боевой туман»). В триадах войско Гвенддолеу называется одним из «трёх верных отрядов острова Британия», который «продолжал сражаться две недели и месяц после того, как их господин был убит». Наряду с битвой при Камлане и «битвой деревьев», сражение при Арвдеридде называется одной из «трёх тщетных битв острова Британия».
В «Диалоге Мирддина и Талиесина» из «Чёрной книги из Кармартена» неоднократно упоминается сражение при Арвдеридде и называются имена многих воинов, в нём участвовавших: Седвил, Кавдан, Мелгун, Эрит, Гвирт Бран, Мелган, Рис, Синелин, Синдур, сыновья Элифера и Дивел ваб Эрбин. Автор этого произведения выражал огромное сожаление, что в сражении погибло множество столь выдающихся воинов. Здесь же сообщается, что Гованнон ап Дон сражался в битве семью копьями. В стихотворении «Яблони» утверждается, что придворный бард Гвенддолеу ап Кейдио Мирддин Виллт (один из возможных прототипов артуриановского Мерлина) сошёл с ума из-за смерти своего господина и ужасов битвы и бежал с поля боя, потеряв по пути свой золотой торк, подаренный ему Гвенддолеу. Он укрылся в Каледонском лесу, где боясь преследований язычника Риддерха Щедрого прожил отшельником очень долгое время. О том же сообщается в находящейся в «Красной книге из Хергеста» поэме «Разговор», в которой, кроме того, добавляется, что резиденция Гвенддолеу была в крепости на реке Клайд, и что победителем в битве при Арвдеридде был Риддерх Щедрый. В поэме «Диалог Гвина ап Нудда и Гуаддно Гаранайру» утверждается, что психопомп Гвин ап Нудд был «там, где был убит Гвенддолеу, сын Кейдио, столп песен, и где вороны кричали над кровью».
Позднейшие авторы, по большей части, основывали свои описания сражения при Арвдеридде на этих свидетельствах. Например, об участии Мерлина в сражении Гвенддолеу и Передура сообщал Гальфрид Монмутский.

## Современные исследования
На основании этих и других свидетельств современные историки так реконструируют события, связанные со сражением при Арвдеридде.
Несмотря на продолжавшееся уже более века англосаксонское завоевание Британии, правители бриттов так и не смогли организовать эффективного совместного сопротивления захватчикам. Хотя они периодически терпели от англосаксов тяжёлые поражения, бритты не прекращали вести между собой локальные войны. Поводом для очередного такого конфликта стал спор между правившим Каэр Гвенддолеу королём Гвендоллеу ап Кейдио и правителями Эбрука, его двоюродными братьями братьями Передуром и Гурги, сыновьями Элиффера ап Эйниона, за контроль над «Крепостью жаворонка». Предполагается, что это укрепление могло находиться вблизи места, где позднее был построен замок Керлаверок. Возможно, оно располагалось на берегу Солуэй-Ферта вблизи впадения в неё Нита и представляло собой построенный ещё при римлянах каструм. В этот же конфликт оказались втянуты и несколько соседних правителей: короли Стратклайда Риддерх Щедрый и Пеннин Динод Толстый, поддержавшие врагов Гвенддолеу. Ряд историков считает, что не последнюю роль в конфликте сыграла религиозная составляющая, так как Гвенддолеу ап Кейдио был язычником, а его противники — христианами.
Местом сражения между двумя войсками бриттов стал Арвдеридд, расположение которого точно не установлено. Хронист XIV века Иоанн Фордунский в своей «Хронике шотландской нации» помещал это место на равнине между Лидделом и Карванноком. У. Ф. Скен отождествил Арвдеридд с Артуретом, находящимся около Лонгтауна в Камбрии. В настоящее время такая локализация Арвдеридда является наиболее распространённой среди историков.
В кровопролитном сражении, в котором погибло множество известных тогда воинов, победу одержали сыновья Элиффера ап Эйниона и их союзники. Король Гвенддолеу ап Кейдио также пал на поле битвы, а его бард Мирддин Виллт сошёл с ума. Несмотря на победу над Гвенддолеу, Эбрук уже в 580 году был завоёван англосаксами из Берниции и Дейры. Предполагается, что или в сражении при Арвдеридде войско Передура и Гурги понесло настолько тяжёлые потери, что так и не смогло к тому времени полностью восстановиться, или обнадёженные победой сыновья Элиффера ап Эйниона опрометчиво вступили в новый конфликт с противником, значительно превосходившим их силами. Наибольшую выгоду от победы в сражении при Арвдеридде получил Риддерх Щедрый, который захватил ранее контролировавшийся Гвенддолеу «форт бриттов» на Дамбартонской скале — стратегически важном пункте на побережье Солуэй-Ферта, где в XIII веке был возведён одноимённый замок. Предполагается, что часть владений Гвенддолеу, включая его столицу Каэр Гвенддолеу, перешла под контроль короля Регеда Уриена.
Возможно, что сражение при Арвдеридде, благодаря участию в нём Мирддина Виллта, послужило основой для приписывания королю Артуру битвы в Каледонском лесу, о которой сообщается в «Истории бриттов» Ненния и «Истории королей Британии» Гальфрида Монмутского.

## Комментарии
1. ↑  В средневековых источниках приводятся несколько вариантов написания места сражения: Armterid[1], Arfderydd[2][3][4], Arderydd[5] и другие. Также существуют и несколько вариантов транскрипции этого топонима на русский язык: Арвдеридд[6], Ардеридд[7][8] и Ардерид[9].
2. ↑  В некоторых источниках сражение при Арвдеридде датируется 575 годом. Это связано с различиями во мнениях о том, какой год нашей эры соответствует первому году «Анналов Камбрии»[4].